# Qu Feifei
Qu Feifei (chinesisch 曲飛飛 / 曲飞飞, Pinyin Qǔ Fēifēi; * 18. Mai 1982 in Shenyang) ist eine ehemalige chinesische Fußballspielerin.

## Karriere
Ihr erstes Turnier mit der chinesischen A-Nationalmannschaft war die Weltmeisterschaft 2003, wo sie als Einwechselspielerin zu drei Kurzeinsätzen kam. Danach war sie auch Teil der Mannschaft bei den Olympischen Spielen 2004. Ein Jahr später kam sie auch in zwei Partien, der Mannschaft bei der Ostasienmeisterschaft 2005 zum Einsatz, jedoch konnte ihre Mannschaft nur einen einzigen Punkt sammeln. Ihr letztes bekanntes Turnier war dann die Weltmeisterschaft 2007, wo sie mit ihrer Mannschaft erneut im Viertelfinale scheiterte.